# The Forger
The Forger (también conocida como Carmel-by-the-Sea, y como Carmel en España, o como El falsificador u El gran impostor en Latinoamérica) es una película dramática americana de 2012 protagonizada por Josh Hutcherson, Hayden Panettiere, Alfred Molina, Dina Eastwood y Lauren Bacall. La película está producida por Michael-Ryan Fletchall y Craig Comstock, y dirigida por Lawrence Roeck, y con guion de Carlos de los Ríos.
La película se estrenó en 2012, pero fue filmada en 2009. 

## Argumento
Joshua Mason es el personaje principal, un joven que se caracteriza por poseer un carácter peculiar y complicado. Por sus enfrentamientos, sus padres toman la decisión de desvincularse de su lado con el objetivo de que recapacite por las malas acciones que ha llevado a cabo y por el terror ante las posibles represalias que estos sucesos pueden acarrearles en su día a día.

## Reparto
- Josh Hutcherson es Joshua Mason.
- Hayden Panettiere es Amber Felter.
- Lauren Bacall es Anne-Marie Cole.
- Alfred Molina es Everly Campbell.
- Dina Eastwood es Vanessa Reese.
- Billy Boyd es Bernie.
- Adam Godley es Pinkus.
- Alexandra Carl es Rachel.
- Jansen Panettiere es Aram.
- Scott Eastwood es Ryan.
- Tricia Helfer es Sasha.